# 有理関数
数学における有理関数（ゆうりかんすう、英: rational function）は、二つの多項式をそれぞれ分子と分母に持つ分数として書ける関数の総称である。抽象代数学においては変数と不定元とを区別するので、後者の場合を有理式と呼ぶ。

## 定義

2次の有理関数の例：

一変数の場合（{\displaystyle x} とする）、有理関数は次の形の関数である：
{\displaystyle f(x)={\frac {P(x)}{Q(x)}}}
ここで {\displaystyle P,Q} は {\displaystyle x} の任意の多項式である。ただし {\displaystyle Q} はゼロ多項式（0となる多項式）であってはならない。上の {\displaystyle f} の定義域は、分母の {\displaystyle Q(x)} が0とならない全ての {\displaystyle x} から成る。
有理方程式とは、二つの有理式を等しいとおいて得られる方程式である。これには通常の（数の比である）分数と同様に、分母を払う等の操作を行ってよい。ただしそうして得た解のうち、分母が0になるようなものは元の有理方程式の解として不適切として除かれる。

## 例

3次の有理関数の例：

次の有理関数
{\displaystyle f(x)={\frac {x^{3}-2x}{2(x^{2}-5)}}}
は、分母の零点である {\displaystyle x^{2}=5} なる {\displaystyle x} 、すなわち {\displaystyle x=\pm {\sqrt {5}}} においては定義されない。なお、この有理関数は、 {\displaystyle x\to \infty } で {\displaystyle {\frac {x}{2}}} に漸近する（直線 {\displaystyle y={\frac {x}{2}}}が漸近線）。
また次の有理関数
{\displaystyle f(x)={\frac {x^{2}+2}{x^{2}+1}}}
は全ての実数について定義されているが、全ての複素数については定義されていない。これもやはり {\displaystyle x=\pm i} が分母の零点となっているからであり、その2点が定義域から除かれる。
自明な例としては、{\displaystyle f(x)=x^{2}+1} 等の多項式関数も有理関数に含まれる。これは分子が2次の多項式 {\displaystyle x^{2}+1} 、分母は0次の多項式 1 であるとみなせる。
さらに自明な例として、他に {\displaystyle f(x)=\pi } 等の定数関数も有理関数に含まれる。これは分子が0次の多項式 {\displaystyle \pi } 、分母も0次の多項式 1 であるとみなせる。
ここで注意すべきは、 {\displaystyle \pi } が無理数であることと、上の {\displaystyle f} が有理関数であることは両立する点である。「関数が有理関数である/ない」という概念と、「返り値が有理数である/ない」という概念を混同してはならない。

## 不定積分が可能であること
実係数の一変数有理関数
{\displaystyle f(x)={\frac {P(x)}{Q(x)}}}
が与えられたとき、分母 Q(x) の最高次係数が 1 で k 個の相異なる実根 r1, …, rk をもつならば、既約多項式の積
{\displaystyle Q(x)=(x-r_{1})^{m_{1}}\dotsm (x-r_{k})^{m_{k}}(x^{2}+s_{1}x+t_{1})^{n_{1}}\dotsm (x^{2}+s_{l}+t_{l})^{n_{l}}}
に分解できる。このとき有理関数 f(x) は以下の形をした関数を用いて表せる（部分分数分解）。
{\displaystyle {\begin{aligned}f_{0}(x)&=x^{u}&&(u\geq 0)\\f_{1}(x)&={\frac {1}{x-r}}&&\\f_{2}(x)&={\frac {1}{(x-r)^{v}}}&&(v>1)\\f_{3}(x)&={\frac {1}{x^{2}+a^{2}}}&&(a\neq 0)\\f_{4}(x)&={\frac {1}{(x^{2}+a^{2})^{w}}}&&(w>1,\ a\neq 0)\\f_{5}(x)&={\frac {x}{x^{2}+a^{2}}}&&(a\neq 0)\\f_{6}(x)&={\frac {x}{(x^{2}+a^{2})^{w}}}&&(w>1,\ a\neq 0)\end{aligned}}}
したがって有理関数 f(x) の不定積分は fi(x) の不定積分 Fi(x) を用いて表せる。
{\displaystyle {\begin{aligned}F_{0}(x)&={\frac {1}{u+1}}x^{u+1}\\F_{1}(x)&=\log |x-r|\\F_{2}(x)&={\frac {-1}{v-1}}{\frac {1}{(x-r)^{v-1}}}\\F_{3}(x)&={\frac {1}{a}}\arctan {\frac {x}{a}}\\F_{4}(x)&={\frac {1}{2a^{2}}}{\bigg (}{\frac {1}{w-1}}{\frac {x}{(x^{2}+a^{2})^{w-1}}}+{\frac {2w-3}{w-1}}\int {\frac {dx}{(x^{2}+a^{2})^{w-1}}}{\bigg )}\\F_{5}(x)&={\frac {1}{2}}\log(x^{2}+a^{2})\\F_{6}(x)&={\frac {-1}{2(w-1)}}{\frac {1}{(x^{2}+a^{2})^{w-1}}}\end{aligned}}}
特に有理関数の不定積分は有理関数を用いて表せるとは限らないが、有理関数に加えて対数関数 log と逆正接関数 arctan を用いれば必ず表せる。
一方で複素係数の一変数有理関数が与えられたとき、その不定積分は有理関数と対数関数さえ用いれば必ず表せるので、より簡明である。（対数関数は多価関数で偏角に由来する不定性があるが、不定積分では積分定数への影響しかない。）

## 応用
（多項式や反比例等を除いて）有理関数に最初に触れる機会は、日本では高校の「数学III」が普通であろう。
より高度な数学においては抽象代数学の体論、特に体の拡大において重要となる。有理関数は非アルキメデス体の例でもある。
有理関数は数値解析において点の補間や関数の近似に用いられる。代表例としてアンリ・パデによるパデ近似や最良有理関数近似としてのチェビシェフ有理関数近似などがある。有理関数を用いた近似法は計算機代数システムを始めとする数値計算ソフトウェアに適している。有理関数は多項式と同様に計算が容易でありながら、多項式よりも幅広い表現が可能である。